# Bacillus thuringiensis
Bacillus thuringiensis (o Bt) es una bacteria grampositiva que habita en el suelo, y que se utiliza comúnmente como una alternativa biológica al plaguicida. También se le puede extraer la toxina Cry y utilizarla como plaguicida. B. thuringiensis también aparece de manera natural en el intestino de las orugas de diferentes tipos de polillas y de mariposas, así como en las superficies de las plantas.
Durante la esporulación, muchas cepas de Bt producen cristales proteínicos, conocidos como δ-endotoxinas, que poseen propiedades insecticidas. Por esta razón se ha empleado el Bt como insecticida y, más recientemente, para producir organismos genéticamente modificados. Sin embargo, existen cepas de Bt que producen cristal que no tiene acción insecticida.

## Descubrimiento y estudio
Bacillus thuringiensis fue descubierta en 1902 por el biólogo japonés Shigetane Ishiwatari. En 1911, la bacteria fue redescubierta en Alemania por Ernst Berliner, quien la aisló como causante de una enfermedad que contraían las orugas de polilla gris de la harina (llamada “Schalffsucht”). En 1976, Robert A. Zakharyan informó de la presencia de un plásmido en una cepa de B. thuringiensis y sugirió que éste participaba en la formación de endosporas y de cristales. B. thuringiensis está estrechamente relacionada con B. cereus, una bacteria de los suelos, y con B. anthracis, la causante del carbunco: estos tres organismos se diferencian principalmente por sus plásmidos. Al igual que otros miembros del género, estas tres bacterias son aerobios capaces de producir endosporas. En la esporulación, B. thuringiensis forma cristales de δ-endotoxinas proteínicas de acción insecticida (llamados cristales de proteína o proteínas Cry), que son codificados por los genes Cry. En la mayoría de las cepas de B. thuringiensis los genes Cry están localizados en los plásmidos.
Las toxinas Cry son específicamente activas contra insectos de los órdenes Lepidoptera (polillas y mariposas), Diptera (moscas y mosquitos), Coleoptera (escarabajos), Hemiptera (chinches) y contra los nemátodos (gusanos). Así, B. thuringiensis actúa como una importante reserva de toxinas Cry para la producción de insecticidas biológicos y de cultivos modificados genéticamente.

## Uso en el control de plagas
Desde 1920 se han utilizado las esporas y los cristales de proteína insecticidas producidos por B. thuringiensis como biopesticida en el control de plagas. Actualmente se utilizan como insecticidas específicos bajos nombres comerciales como Bioster, Dipel y Thuricide. Estos plaguicidas son considerados respetuosos con el medio ambiente por su especificación, ya que su efecto sobre los humanos, sobre la vida silvestre, sobre los polinizadores y sobre muchos otros insectos beneficiosos es mínimo o casi nulo. La compañía belga Plant Genetic Sistems fue la primera (en 1985) en desarrollar plantas genéticamente modificadas (tabaco) con tolerancia a los insectos mediante la expresión de los genes Cry de B. thuringiensis.
A menudo, los insecticidas basados en B. thuringiensis que se aplican como spray líquido en plantas de cultivo deben ser ingeridos para tener efecto. Cuando los insectos ingieren los cristales proteicos, el pH alcalino de su tracto digestivo activa la toxina Cry, la cual se inserta en el epitelio del intestino del insecto, provocando poros en el epitelio. El poro causa una lisis celular (rotura de la membrana celular) y la posterior muerte del insecto.
Bacillus thuringiensis serotipo israelensis, una cepa de Bt que se emplea ampliamente como larvicida contra los mosquitos, también se considera un método para controlar la población de mosquitos respetuoso con el medio ambiente.

## Ingeniería genética para el control de plagas

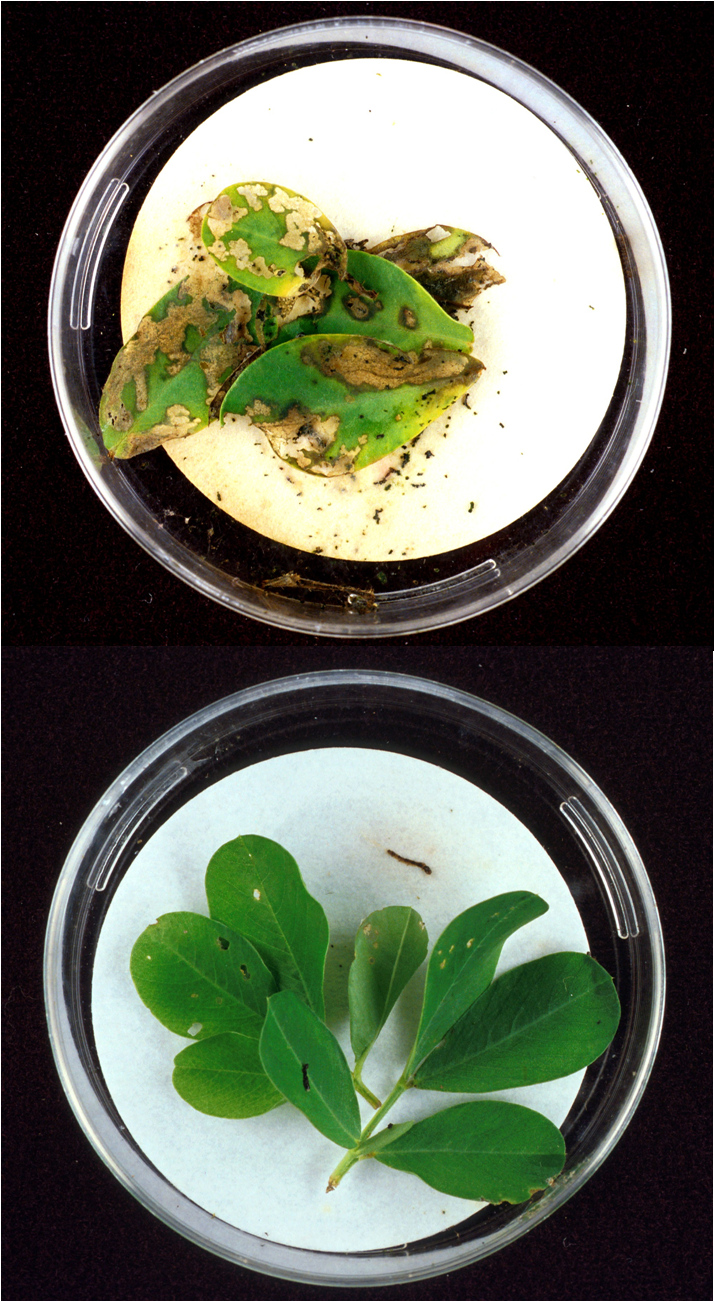
Las toxinas Bt presentes en las hojas de cacahuate (imagen inferior) la protegen del daño causado por las larvas de piral del maíz (imagen superior).

### Uso
En 1995, la Agencia de Protección Ambiental de los Estados Unidos aprobó la plantación de patatas productoras de toxinas Bt, convirtiéndolas en el primer cultivo productor de un plaguicida en ser aprobado en los Estados Unidos. En 1996, los agricultores estadounidenses cultivaban maíz Bt, patata Bt y algodón Bt.
En 2006, se plantaron 281.500 km² de cultivos Bt (165.000 km² de maíz Bt y 115.900 km² de algodón Bt). Esto es el equivalente al 11,1% y al 33,6% de las plantaciones mundiales en 2006 de maíz y de algodón respectivamente. Mientras que los defensores de esta tecnología exigen mayores beneficios para los agricultores, incluyendo a aquellos con escasos recursos de los países en vías de desarrollo, los detractores cuestionan que la tecnología Bt pueda realmente ayudarlos. La tarea de aislar los impactos de esta tecnología es complicada debido al predominio de observadores parciales y a la poca abundancia de comparaciones controladas (como por ejemplo, semillas idénticas que sólo se diferencian por la presencia o la ausencia de los rasgos Bt y que se cultivan en situaciones idénticas). El principal cultivo de los pequeños agricultores de los países en vías de desarrollo es el algodón. Un examen de las conclusiones del algodón Bt, realizado recientemente por economistas agrarios reconocidos e imparciales, afirma que “el balance general es contradictorio pero prometedor. Los beneficios económicos son altamente variables según el año, según el tipo de explotación y según la situación geográfica”.
Los impactos medioambientales parecieron ser positivos durante los primeros diez años de uso de los cultivos Bt (1996 - 2005). Un estudio concluye que el uso de insecticidas en el algodón y en el maíz durante este periodo disminuyó en 35,6 millones de kg de ingrediente activo, lo que aproximadamente equivale a la cantidad total de plaguicida aplicado en los campos de cultivo de Estados Unidos durante un año. Calculando con la medida del Cociente de Impacto Medioambiental (EIQ por sus siglas en inglés) el impacto provocado por los plaguicidas, el uso de la tecnología Bt durante los últimos diez años se ha traducido en una reducción del impacto medioambiental asociado con el uso de plaguicidas en los cultivos de algodón y de maíz del 24,3% y del 4,6% respectivamente en aquellas áreas que han adoptado esta tecnología.

### Ventajas
La expresión de toxinas Bt en cultivos transgénicos tiene varias ventajas:
- El nivel de la expresión de toxinas puede ser muy elevado. De esta manera se puede suministrar una dosis adecuada a la plaga.
- La expresión de toxinas está dentro del sistema de la planta, por lo que únicamente perecen aquellos insectos que se alimentan de ella.
- La expresión de toxinas puede ser modulada a través de promotores específicos de tejido, y puede reemplazar el uso de plaguicidas sintéticos en el medioambiente. La última observación ha sido bien documentada de manera global.[18]

### Salud y seguridad
En general, los cultivos modificados con Bt parecen ser medioambientalmente seguros. Las proteínas producidas por el Bt se han empleado en forma de spray para controlar las plagas agrícolas desde 1938 en Francia y desde 1958 en los EE. UU., sin que hubiera ningún efecto perjudicial aparente para el medio.
Se considera que las toxinas Bt son respetuosas con el entorno y pueden ser una alternativa en potencia para insecticidas de amplio espectro. La toxicidad de cada tipo de Bt se limita a una o dos órdenes de insectos, y es inocua para los vertebrados y para muchos artrópodos beneficiosos. Esto se debe a que las toxinas Bt actúan uniéndose a los receptores apropiados en la superficie de las células epiteliales del intestino medio, por lo que no afectarán a ningún organismo que no las posea.
Sin embargo, se ha probado en laboratorios que las toxinas Bt pueden afectar a los organismos no objeto de control. Habitualmente, aunque no siempre, los organismos que se ven afectados están estrechamente relacionados con los supuestos destinatarios. Normalmente, la exposición a la toxina es causada por el consumo de partes de la planta, como el polen o los restos, o por la ingestión de organismos que a su vez habían ingerido el Bt. No obstante, debido a la significante carencia de información, las consecuencias reales de los transgénicos Bt siguen siendo inciertas.
No todos los informes científicos sobre la seguridad del Bt han sido positivos. Un estudio de 2007 financiado por la rama europea de Greenpeace, sugería que podía existir un riesgo mínimo —pero estadísticamente relevante— de daño hepático en ratas. Aunque se pueden observar pequeños cambios estadísticamente relevantes, estas diferencias estadísticas (conocidas como Errores de tipo I) son probables y predecibles en este tipo de estudios sobre animales, ya que la probabilidad de encontrar un falso negativo depende únicamente del azar. En este caso, el número de resultados positivos estaba dentro del rango estadístico predecible para Errores de tipo I.
La Autoridad Europea de Seguridad Alimentaria no estima que los cambios que se han observado tengan relevancia biológica. Un estudio austriaco de 2008que investigaba la utilidad de un modelo de ratones de reproducción a largo plazo para la seguridad de cultivos modificados genéticamente, informó de que el consumo de maíz tratado con Bt por parte de los ratones parecía estar relacionado con la reducción de la fertilidad a través de un mecanismo bioquímico desconocido.

### Limitaciones de los cultivos Bt

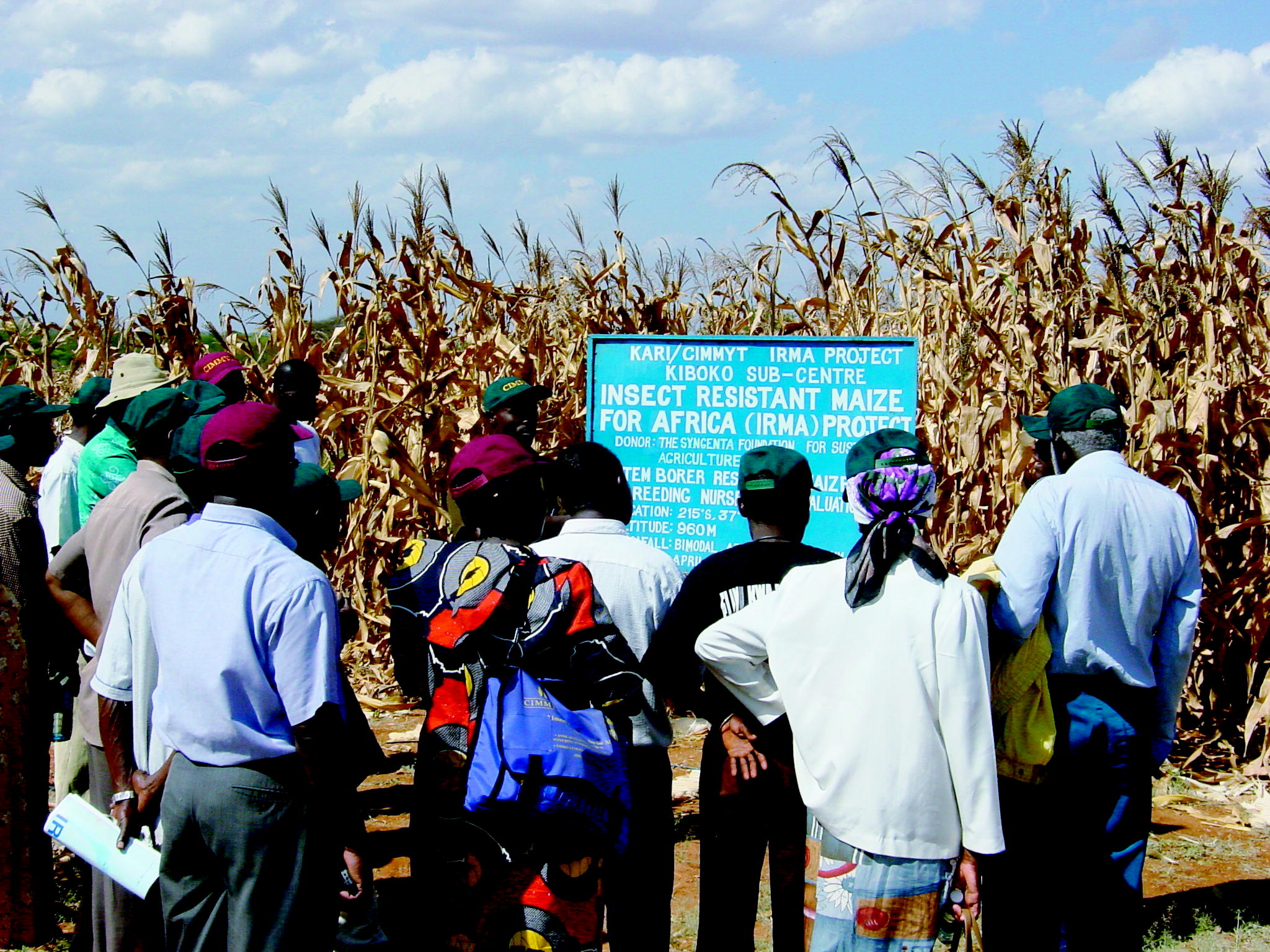
Un grupo de kenianos observan una plantación de maíz Bt transgénico resistente a los insectos.

La exposición constante a una toxina da lugar a la presión selectiva, que contribuye a que las plagas se hagan resistentes a la toxina. Actualmente, se sabe que la población de un tipo de polillas se ha vuelto resistente al Bt en forma de spray (es decir, sin ingeniería genética) cuando se utiliza en la agricultura ecológica. El mismo investigador ha informado recientemente del primer caso documentado de una plaga resistente al algodón transgénico.
Un método para reducir la resistencia, es crear refugios de cultivos no modificados con Bt para que algunos insectos no resistentes puedan sobrevivir y mantener así una población vulnerable a la toxina. En 1996, la comercialización de algodón y de maíz transgénico se acompañó de una estrategia de gestión para evitar que los insectos se volvieran resistentes a los cultivos Bt. Los planes de gestión de la resistencia de los insectos son obligatorios para los cultivos Bt en EE. UU. y en otros países. El objetivo es estimular una gran parte de la población de plagas de manera que los genes resistentes al Bt no estén ampliamente diseminados. Esta técnica se basa en la suposición de que los genes resistentes serán recesivos.
Esto significa que, con niveles suficientemente altos de expresión de los transgenes, casi todos los heterocigotos (S/s) —el sector más grande de la población de la plaga con alelos resistentes— morirán antes de alcanzar la madurez, evitando así la transmisión del gen resistente a sus descendientes. Plantar refugios (es decir, campos de plantas no transgénicas) adyacentes a los campos de cultivos transgénicos hará que sea más probable que los individuos homocigóticos (s/s) y todos los heterocigotos supervivientes se apareen con individuos susceptibles (S/S) del refugio, en lugar de hacerlo con otros individuos que presenten el alelo resistente. Como consecuencia, la frecuencia de los genes resistentes en la población será baja.
Sin embargo, hay limitaciones que pueden afectar al éxito de la estrategia de dosis altas y refugios. Por ejemplo, la expresión del gen Bt puede variar. Así pues, si la temperatura no es la ideal, esta tensión puede reducir la producción de toxinas y hacer que la planta sea más susceptible. Y lo que es más importante, se han registrado expresiones de toxina de temporada tardía reducidas, posiblemente como consecuencia de una Metilación del ADN del promotor. De esta manera, mientras la estrategia de dosis altas y refugios ha conseguido alargar la durabilidad de los cultivos Bt, su éxito también ha tenido mucho que ver con los factores clave que no dependen de la estrategia de gestión, incluyendo las bajas frecuencias iniciales de alelos resistentes, los costes de adaptación asociados con la resistencia y la abundancia de plantas huéspedes no Bt, que han complementado los refugios plantados.

### Desarrollo de resistencia al Bt de parte de los insectos
En noviembre de 2009, científicos de Monsanto afirmaron descubrir que la lagarta rosada (una especie de lepidóptero) se había vuelto resistente al algodón Bt en algunas partes de Guyarat, en la India. Este cultivo ya no resulta eficaz para matar plagas en cuatro regiones del país asiático (Amreli, Bhavnagar, Junagarh y Rajkot). Este fue el primer caso de resistencia al Bt en todo el mundo, reconocido por Monsanto. La empresa californiana confirmó que el gusano había adquirido resistencia a la primera generación de algodón Bollgard Cry1Ac, la cual expresa un solo gen Bt.

### Plagas secundarias (o potenciales)
Los granjeros chinos han descubierto que después de cultivar algodón Bt durante siete años, las poblaciones de otros insectos que no sean las larvas de polilla, como los míridos, se han convertido en un problema importante. Problemas similares han aparecido en la India con la cochinilla harinosa.
.

## Posibles problemas

### Toxicidad de los lepidópteros
El problema relacionado con los cultivos Bt al que más publicidad se ha dado es a la alegación de que el polen del maíz Bt podría matar a la mariposa monarca. Este informe fue desconcertante —pues el polen de la mayoría de plantas de maíz transgénicas contiene niveles de Bt mucho más bajos que el resto del vegetal— y dio lugar a varios estudios de seguimiento. Aparentemente, el estudio inicial tenía fallos a causa de un procedimiento de recolección de polen incorrecto. Los investigadores emplearon polen no tóxico, mezclado con paredes de estambre que contenían toxinas Bt. Las pruebas indicaron que los cultivos Bt no suponen ningún riesgo para esta especie de mariposas.

## Contaminación genética del maíz silvestre
Un estudio de la revista Nature relataba que el maíz que contenía genes Bt estaba contaminando el maíz natural en su centro de origen. Nature más tarde afirmó que “las pruebas disponibles no eran suficientes para justificar la publicación del artículo original”. Sin embargo, sigue habiendo polémica sobre la muy poco ortodoxa retractación de la revista. En 1998, Ignacio Chapela, uno de los coautores del artículo original, denunció que la Universidad de California en Berkeley había aceptado una beca de investigación de varios millones de la empresa farmacéutica suiza Novartis.
Un posterior estudio a larga escala, en 2005, no consiguió encontrar pruebas de contaminación en Oaxaca, México. No obstante, otras investigaciones confirmaron los hallazgos iniciales acerca de la contaminación del maíz natural por parte del maíz transgénico.
Aun así, estudios posteriores, como el que publicó en la revista Molecular Ecology en 2008, demostraron la existencia de cierta contaminación genética (por el promotor 35S) a pequeña escala (alrededor del 1%) en campos controlados de México. Un metaanálisis encontró pruebas a favor y en contra de la teoría de la contaminación del maíz, y concluyó que el predominio de evidencias apuntaba a una contaminación por maíz Bt en México.

## Posible conexión con el problema de colapso de colonias
A partir de 2017, un nuevo fenómeno llamado Problema de Colapso de Colonias (CCD por sus siglas en inglés) está afectando a colmenas de abejas por toda Norteamérica. Las especulaciones iniciales sobre cuales podrían ser las causas abarcan desde los teléfonos móviles y el uso de plaguicidas hasta el uso de cultivos Bt. La Mid-Atlantic Apiculture Research and Extension Consortium, colectivo dedicado a tratar las crisis en la industria apicultora provocadas por el uso de plaguicidas, publicó en marzo de 2007 un informe en el que afirmaba que no se habían encontrado pruebas de que el polen de los cultivos Bt fuera perjudicial para las abejas. La causa real del Problema de Colapso de Colonias sigue siendo desconocida, y los científicos creen que pueden existir múltiples causas.